# Bhuj (arma)

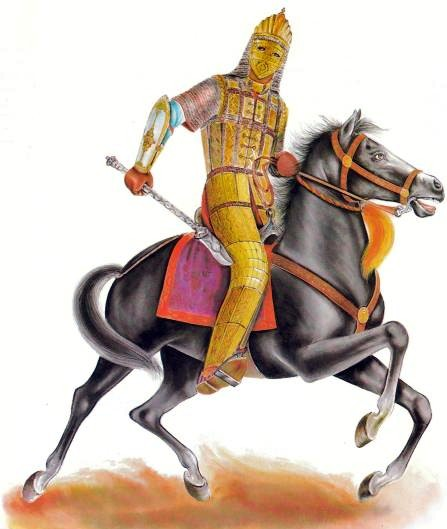
Caballero sindhi armado con un Bhuj

El Bhuj es un tipo de cuchillo o daga de Sindh y Gujarat. Se le llama comúnmente hacha-cuchillo, porque la hoja está fijada a un mango similar a un hacha. El arma toma su nombre de la ciudad de Bhuj en el distrito de Kutch del estado de Gujarat, donde se originó, aunque también puede haberse originado en Sindh. El Bhuj es corto, ancho, robusto y pesado, con una curva suave. A menudo luce una montura grabada y dorada, mango con incrustaciones y pomo decorado. Esta perilla es típicamente una cabeza de elefante estilizado. La hoja corta y curva mide entre 7 y 10 pulgadas de largo, y su funda de cobre hace que el arma tenga un largo de 20 pulgadas en total. En su mayoría es de un solo filo, excepto por un ligero borde posterior en la punta. La hoja está montada en ángulo recto a un mango de metal de una manera similar a un hacha larga. El mango es a veces hueco, ocultando otra pequeña daga parecida a un estilete. El arma es similar al Punjabi Gandasa o al europeo Glaive. El Arma era popular entre la caballería sindhi de las dinastías Soomra y Samma de Sindh.